# Imma Battaglia

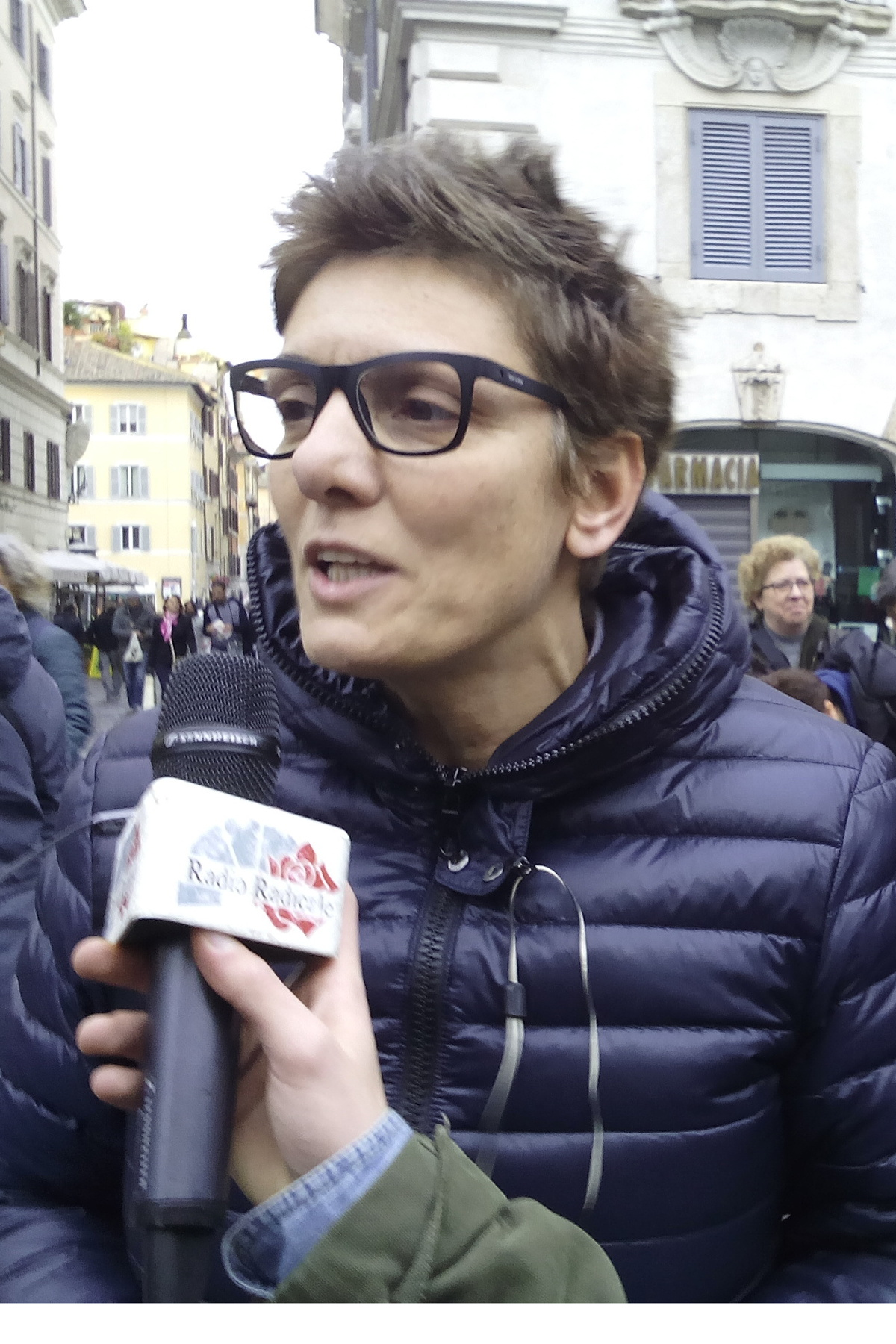
Imma Battaglia, 2015

Imma Battaglia (* 28. März 1960 in Portici als Immacolata Battaglia) ist eine italienische Aktivistin und Politikerin, eine der Anführerinnen der LGBT-Bewegung in Italien. Von 2013 bis 2016 war sie Stadträtin in Rom.

## Leben
Battaglia studierte Mathematik an der Universität Neapel Federico II. Sie war Mitglied des Circolo di cultura omosessuale Mario Mieli in Rom und bis 2000 dessen Präsidentin. Sie war eine Protagonistin der italienischen LGBT-Bewegung. Seit den frühen 1990er Jahren gehörte sie zusammen mit Vladimir Luxuria zu den Organisatoren des ersten offiziellen Gay Pride in Italien 1994 in Rom. Als Präsidentin von Mario Mieli förderte sie den Beitritt des Verbandes in die EPOA (European Pride Organizers Association) und reichte 1996 in Rom die Kandidatur für die Ausrichtung der World Gay Pride 2000 ein. Als die Hauptstadt die Organisation der Veranstaltung erhielt, übernahm Battaglia die Koordination.
In der Zeit unmittelbar vor dem World Pride war sie als Präsidentin von Mario Mieli in eine Kontroverse mit der italienischen Regierung verwickelt. Der damalige Ministerpräsident Giuliano Amato erklärte unter Berufung auf das Parlament, er halte die Demonstration im Jubiläumsjahr für „unangemessen“, könne sich aber „leider“ nicht dagegen stellen, denn „es gibt eine Verfassung, die uns Zwänge auferlegt und Rechte“. Neben den vorhersehbaren Reaktionen auf dieses „leider“, das angesichts der vatikanischen Hierarchien als Rechtfertigung gesehen wurde, gab es auch Proteste von Seiten der Justiz, die in einer Stellungnahme „Verwunderung“ und „Empörung“ über Amatos Worte, die daran erinnern, dass die Verfassung „kein Hindernis, sondern die Grundregel des Zusammenlebens ist“. Der damalige Bürgermeister von Rom, Francesco Rutelli, entzog die Schirmherrschaft, die ihm von der Gemeinde gewährt worden war. Imma Battaglia erklärte: „Wir werden trotzdem demonstrieren, mit oder ohne Genehmigung.“
Die World Gay Pride fand regelmäßig zwischen dem 1. und 9. Juli 2000 statt. Die Stellungnahme der katholischen Kirche führte nicht nur zu einer unerwarteten Verdichtung aller italienischen LGBT-Realitäten in letzter Minute, sondern auch zu einer außergewöhnlichen Beteiligung von über einer halben Million Menschen. Der Zustrom heterosexueller Menschen, die sich solidarisch beteiligten, war groß. Im Nachgang der Veranstaltung verurteilte Papst Johannes Paul II. ausdrücklich  die Demonstrationen in Rom und „die Beleidigung der christlichen Werte einer Stadt, die liegt allen Katholiken der Welt so am Herzen“.
Nach dem World Pride verließ Battaglia nach internen Kontroversen den Mario Mieli Club und gründete das APS Di'Gay Project. Die Spannungen mit Mario Mieli wurden noch stärker, als der Battle mit seinen kommerziellen Initiativen gegen den historischen Club antrat und 2001 das Gay Village gründete, das bald zu einer der Referenzen der römischen Gay-Community wurde. Sie ist die Schöpferin und Organisatorin des Gay Village,  wichtiges Ereignis des römischen Sommers, Gewinnerin des Best Event Awards 2011, des Preises, den die Kommunikationsagentur für die besten in Italien organisierten Veranstaltungen vergibt. Die letzte Ausgabe wurde 2018 im Bezirk Testaccio organisiert.
Am 27. Mai 2012 feierte Imma Battaglia in der Zentrale des D Project Gay-Projekts eine "Zivilehe" zwischen zwei Frauen, die eine von den Anwälten des Vereins vorbereitete private Vereinbarung zum Schutz des Zusammenlebens auf der Grundlage der Möglichkeiten von sign das geltende italienische Recht. Seit 2012 schreibt Battaglia Artikel in der italienischen Ausgabe der Huffington Post.
Imma Battaglia ist seit 2019 verheiratet mit der Schauspielerin Eva Grimaldi.